# Antonio I Álvarez de Toledo y Beaumont

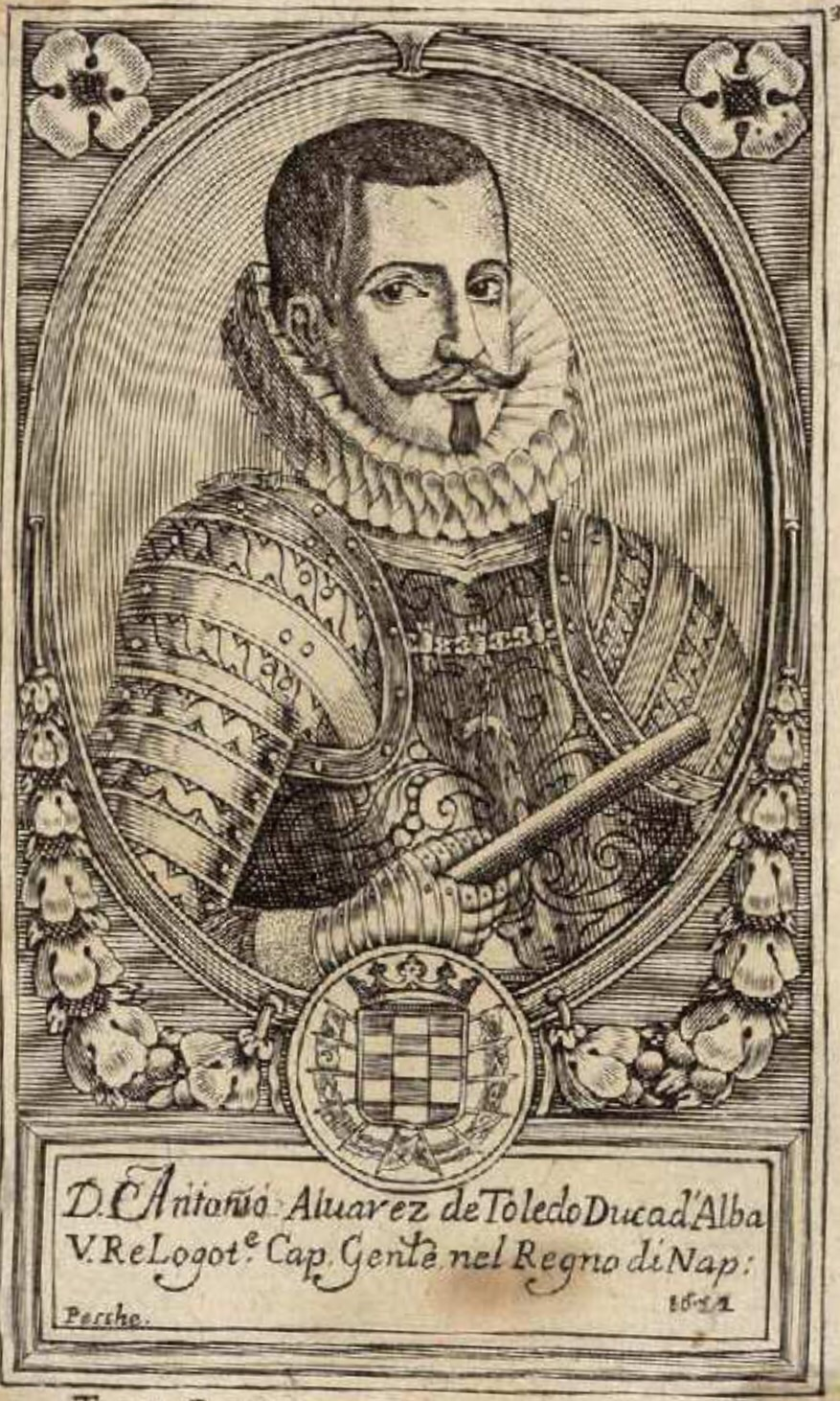
Antonio Alvarez de Toledo y Beaumont, 5e hertog van Alva, onderkoning van Napels

Antonio I Álvarez de Toledo y Beaumont  (1568 – Napels, 29 januari 1639) was de 5e hertog van Alva, een Grande van Spanje, lid van de Oorlogsraad en onderkoning van het Spaans koninkrijk Napels (1622-1629).

## Levensloop

### Filips II van Spanje
Alvarez was een zoon van Diego de Toledo en kleinzoon van de IJzeren Hertog, de 3e hertog van Alva. Alvarez droeg via vaderszijde de titels van 3e hertog van Huescar, 8e markies van Coria, 5e graaf van Salvatierra en 4e graaf van Piedrahita. Via moederszijde verkreeg hij de titels van  graaf van Lerin en Grande of Connotable van het koninkrijk Navarra. Hij verbleef in zijn jonge jaren in zijn paleis in Pamplona, aan de Calle Mayor. Op 17-jarige leeftijd volgde hij zijn oom op als 5e hertog van Alva. Zijn oom, Fadrique Alvarez de Toledo, was in ongenade gevallen bij koning Filips II en was gedurende een korte tijd de 4e hertog van Alva (1582-1585) tot zijn dood in 1585. De jonge Alvarez werd de nieuwe hertog van Alba de Tormes, kortweg hertog van Alva. Onmiddellijk huwde hij met Catalina Enriquez de Cabrera van het hertogelijk Huis Alcala de los Gazules. Alvarez huwde bij volmacht.
Achteraf verklaarde hij dat zijn oom Fernando Alvarez de Toledo, buitenechtelijke zoon van de IJzeren Hertog en prior van de Orde van Sint-Jan, hem onder druk gezet had om te huwen. Alvarez verzaakte aan het huwelijk met de adellijke dame. In Guadalajara huwde hij met Mencia de Mendoza, een andere adellijke dame. Zij was afkomstig van het hertogelijk Huis del Infantado. Koning Filips II was woedend op de jonge Alvarez en beschuldigde hem van bigamie, aangezien Alvarez de echtgenoot was van Catalina en van Mencia. Mogelijks vreesde Filips II dat een machtige alliantie ontstond door het huwelijk tussen deze twee hertogelijke families. Alvarez werd opgesloten in het kasteel van La Mota. Familieleden die meegeholpen hadden met het huwelijksfeest, werden opgepakt en eveneens opgesloten in La Mota. Alvarez hield zich bezig met het steunen van schrijvers van toneelwerken. In La Mota liet hij toneelstukken opvoeren waarin in bedekte termen toespelingen stonden op zijn huwelijksperikelen.
In 1598 stierf Filips II. Aan de opsluiting van hertog Alvarez kwam een einde.

### Filips III van Spanje
Koning Filips III schonk Alvarez eerherstel. Alvarez werd lid van de Oorlogsraad van Spanje alsook Huismeester aan het hof. In 1599 volgde de hoogste eer: ridder in de Orde van het Gulden Vlies. In 1619 werd hij weduwnaar. Hun huwelijk telde acht kinderen: twee zonen en zes dochters. In 1621 stierf zijn beschermheer Filips III.

### Filips IV van Spanje
Diens opvolger, koning Filips IV van Spanje, stuurde hem in 1622 naar zijn koninkrijk Napels. Alvarez werd onderkoning van Napels, en bleef dit tot in 1629. Hij combineerde dit met het ambt van kapitein-generaal van Napels. Na zijn aftreden bleef Alvarez in Napels wonen. Hij gedroeg er zich als een mecenas, die plaatselijke kunstenaars steunde.
De kanselarij van het koninkrijk Castilië in Valladolid (Spanje) schonk hem in 1636 nog een bijkomende titel: het markizaat van Bohoyo. In 1639 overleed hij in Napels.
- Biblioteca Nacional de España: XX1003907
- International Standard Name Identifier: 0000 0001 1867 5282
- Nederlandse Thesaurus van Auteursnamen: 142530816
- Virtual International Authority File: 86526565
- WorldCat: E39PBJymGhrrcwMWXKJYb64Dv3